# Coinjock (Carolina del Norte)
Coinjock es un lugar designado por el censo ubicado en el condado de Currituck en el estado estadounidense de Carolina del Norte. La localidad en el año 2010, tenía una población de 335 habitantes.

## Geografía
Coinjock se encuentra ubicado en las coordenadas 36°20′58.72″N 75°57′9.06″O / 36.3496444, -75.9525167. 